# Gobicar ulugeiensis
Gobicar ulugeiensis (лат.) — вымерший вид жуков из семейства итицерид (Ithyceridae). Обнаружен в ископаемых отложениях Монголии (Закаменский район, 25 км южнее Mandal-Obo-Somon settlement, Mushugay; Ulugei Formation).
Палеонтологи не смогли точно датировать Ulugei Formation: эту формацию относят и к нижнему мелу, и к верхней юре, и к верхнему триасу.
Тело тёмно-коричневое, длиной 4,4 мм. Рострум длинный, в 7,67 раз длиннее своей ширины и в 1,44 раза длиннее пронотума. Глаза крупные, округлые; усики короткие. Новый вид отнесён к недавно выделенным трибе Gobicarini Legalov, 2009 и подсемейству Mongolocarinae Gratshev & Legalov, 2010 (типовой род †Mongolocar Gratshev & Legalov, 2010 в составе семейства Ithyceridae Schoenherr, 1823, близкого к долготелам).